# Timmernabben
Timmernabben ist ein Ort (tätort) in der Gemeinde Mönsterås der schwedischen Provinz Kalmar län sowie der historischen Provinz Småland. Der Ort liegt am Kalmarsund und hat 1357 Einwohner auf einer Fläche von 192 Hektar (2015).

## Name
Der Name Timmernabben leitet sich von den schwedischen beziehungsweise altschwedischen Wörtern für Langholz (timmer) und Landspitze (veraltet nabbe) ab.

## Geschichte
In Timmernabben wurde ab 1680 bis 1900 Holz verschifft, daher der Name. Ab 1840 setzte sich der Bau von Briggs durch. Zwischen 1850 und 1900 wurden hier für die schwedische Marine 70 Schiffe gefertigt. Heute erinnern an diese Zeit lediglich Denkmäler und ein Museum.

## Freizeit
In Timmernabben spielt der Fußballverein Timmernabben IF.